# Zack Steffen
Zackary „Zack“ Thomas Steffen (* 2. April 1995 in Coatesville, Pennsylvania) ist ein US-amerikanischer Fußballtorwart. Er steht seit Januar 2024 bei den Colorado Rapids unter Vertrag.

## Vereinskarriere

### Nachwuchs- und College-Fußball
Zack Steffen wurde am 2. April 1995 als Sohn von Stefanie und William Steffen in der Stadt Coatesville im US-Bundesstaat Pennsylvania geboren. Er wuchs an der Seite seiner zwei Schwestern Katy und Lexy und seiner beiden Brüder Benjamin und Colten auf. Nach der Scheidung seiner Eltern lebte er bei seiner Mutter und ihrem neuen Ehemann Derek. Seine Karriere als Fußballspieler begann er bereits in jungen Jahren und war auch während seiner Schulzeit für die diversen Schulfußballmannschaften im Einsatz. Daneben spielte er für den Jugendklub West Chester United, mit dem er 2007 den Staatsmeistertitel gewann, und ab 2009 auch für den in Pennsylvania ansässigen und sich mit dem Major-League-Soccer-Franchise Philadelphia Union in einer Kooperation befindlichen Nachwuchsausbildungsverein FC DELCO, dem er in weiterer Folge bis 2013 angehörte und bei dem er auch parallel zu seiner High-School-Zeit spielte. Diese absolvierte er an der Downingtown High School in seinem Heimatort Downingtown, etwa 50 Kilometer von Philadelphia entfernt. Bereits als Nachwuchsspieler war er sehr erfolgreich und wurde unter anderem 2011/12 zum U.S. Soccer Development Academy Eastern Conference Player of the Year ausgezeichnet. 2012 wurde er zudem zum Ches-mont-League-MVP ausgezeichnet und war im gleichen Jahr ein All-Southeaster PA, All-State und All-American. Von Top Drawer Soccer wurde er aufgrund seiner Leistungen zum #1 goalkeeper gewählt.
Im Jahre 2013 wurde er von der University of Maryland, College Park aufgenommen und kam für die erfolgreiche Herrenfußballmannschaft der Universitätssportabteilung Maryland Terrapins zum Einsatz. Unter dem langjährigen Trainer Sasho Cirovski avancierte er rasch zum Stammtorhüter der Terrapins. In seinem Freshman-Jahr kam er in allen Spielen seiner Mannschaft über die volle Spieldauer zum Einsatz und kam dabei auf 76 gehaltene Bälle im Laufe dieses Spieljahres. Mit der Mannschaft beendete er die reguläre Spielzeit der Atlantic Coast Conference auf dem ersten Platz und gewann das anschließende ACC Men’s Soccer Tournament 2013 nach Siegen über die Virginia Tech, Clemson und North Carolina. Durch den damit verbundenen Einzug in die NCAA Division I Men’s Soccer Championship 2013 konnte sich Steffen weiterhin landesweit unter Beweis stellen. Nach Siegen über das Providence College, die University of California, Irvine und die University of California, Berkeley in der Regional 2 zog die Mannschaft in die saisonabschließenden Spiele um den College Cup ein. Einem 2:1-Sieg über das Team der University of Virginia im Halbfinale folgte eine 1:2-Niederlage gegen die University of Notre Dame im allesentscheidenden Finalspiel. Individuelle Erfolge, die ihm in diesem Spieljahr zuteilwurden, waren die Wahlen ins ACC-All-Freshman-Team, sowie zum NCAA-Championship-Most-Valuable-Defensive-Player.
In seinem Sophomore-Jahr kam Steffen abermals in allen Pflichtspielpartien seiner Mannschaft über die volle Spieldauer zum Einsatz. Nachdem bereits im Herbst 2012 vermeldet wurde, dass die University of Maryland, sowie die Rutgers University ab dem Spieljahr 2014 der Big Ten Conference angehörten würden, kam Steffen nach den 18 Partien in der regulären Saison auch in den nachfolgenden drei Spielen im Big Ten Conference Men’s Soccer Tournament 2014 zum Einsatz. Hier bezwangen die Terrapins die Mannschaften der Rutgers University, der Michigan State University und der Indiana University Bloomington und zogen in die NCAA Division I Men’s Soccer Championship 2014 ein. Steffen war dank seiner Leistungen im Elfmeterschießen gegen die Michigan State einer der Hauptverantwortlichen für den Einzug. In dieser Endrunde schied das Team bereits in ihrem ersten Spiel, der Zweitrundenbegegnung gegen die University of Maryland, Baltimore County, nach einer 0:1-Niederlage vom laufenden Turnier aus. Zu seinen individuellen Erfolgen dieses Jahres zählt unter anderem die Wahl zum Big-Ten-Defensive-Player-of-the-Week in der Kalenderwoche 42.

### SC Freiburg
Zum 1. Januar 2015 wechselte Steffen in die zweite Mannschaft des SC Freiburg. Nachdem er bis zum Ende der Saison 2014/15 zu keinem Einsatz in der viertklassigen Regionalliga Südwest gekommen war, stand er in der Saison 2015/16 14-mal im Tor der Freiburger Zweitvertretung, wobei er sich meist mit Konstantin Fuhry und Kai Eisele im Tor abwechselte.

### Rückkehr in die USA
Im Sommer 2016 wurde er noch hinter Stammkraft Alexander Schwolow und dessen Vertreter Patric Klandt als dritter Torhüter der Bundesligamannschaft gewertet, wechselte aber nur einen Monat später zurück in sein Heimatland, wo er beim Major-League-Soccer-Franchise Columbus Crew unter Vertrag genommen wurde.
Umgehend nach seinem Wechsel zurück in die Heimat wurde er in seinen Heimatbundesstaat zum Farmteam, den Pittsburgh Riverhounds, in die zu diesem Zeitpunkt noch drittklassige United Soccer League (USL) geschickt. Dort kam er am 13. August 2016 zu seinem Profidebüt, als er beim 2:1-Auswärtssieg über den Bethlehem Steel FC zum Einsatz kam und sechs Schüsse aufs Tor parierte. Danach wurde er von Trainer Dave Brandt auch in den acht nachfolgenden Meisterschaftspartien als Stammtorhüter jeweils über die volle Spieldauer eingesetzt. In der Eastern Conference der United Soccer League 2016 erreichten die Riverhounds im Endklassement lediglich den 13. und damit vorletzten Platz ihrer Conference. Nach seiner Rückkehr zur Crew am Ende des Spieljahres wurde er 2017 deren Stammtorhüter, nachdem er im Spieljahr 2016 bereits drei Mal auf der Ersatzbank des MLS-Teams gesessen war. Damit löste er Routinier und Stammkraft Steve Clark, der abermals nach Dänemark wechselte, ab. Trainer Gregg Berhalter setzte ihn daraufhin in allen 34 Meisterschaftsspielen des Jahres 2017 über die vollen 90 Minuten ein, wobei er die reguläre Saison mit der Mannschaft auf dem fünften Platz der Eastern Conference beendete und es in die K.-o.-Runde der saisonabschließenden Play-offs schaffte. In diesen wurde Steffen ebenfalls in allen fünf Partien seiner Mannschaft eingesetzt, mit der er unter anderem das Elfmeterschießen gegen Atlanta United in der K.-o.-Runde überstand. Nach dem Weiterkommen in den Conference Semifinals gegen den New York City FC schied die Mannschaft nur knapp in den Conference Finals und somit knapp vor dem Einzug in den alles entscheidenden MLS Cup gegen den Toronto FC aus. Im einzigen Spiel der Crew im Lamar Hunt U.S. Open Cup 2017, der 0:1-Niederlage gegen den FC Cincinnati, ließ Berhalter dem vier Jahre älteren Brad Stuver den Vorrang.
In das Spieljahr 2018 startete Steffen abermals als Stammtorhüter. Insgesamt kam er in 29 Spielen in der regulären Saison und in drei Playoff-Spielen zum Einsatz. In der Saison 2019, in der Steffen bis Anfang Juli dem Kader angehörte, folgten 13 MLS-Einsätze.

### Fortuna Düsseldorf
Im Juli 2019 erwarb Manchester City die Transferrechte an Steffen, der einen Vertrag mit einer Laufzeit bis zum 30. Juni 2023 unterschrieb und zum bis dahin teuersten MLS-Torhüter wurde. Er wechselte jedoch zunächst für die Bundesligasaison 2019/20 auf Leihbasis zu Fortuna Düsseldorf. Nach Abschluss der Vorbereitung und der Verletzung von Michael Rensing ging der US-Amerikaner unter dem Cheftrainer Friedhelm Funkel vor Florian Kastenmeier als erster Keeper in die Saison. Steffen absolvierte alle 17 Hinrundenspiele, konnte aufgrund von Patellasehnenproblemen und einer Innenbandverletzung im Knie nach der Winterpause jedoch kein Spiel mehr absolvieren. Fortuna Düsseldorf stieg auf dem 17. Platz in die 2. Bundesliga ab, woraufhin er den Verein mit seinem Vertragsende verließ.

### Wechsel nach England
Zur Saison 2020/21 wechselte Steffen schließlich zu Manchester City, das ihn ein Jahr zuvor bis zum 30. Juni 2023 verpflichtet und ausgeliehen hatte. Dort war er unter dem Cheftrainer Pep Guardiola der Ersatz von Ederson. Er absolvierte ein Spiel in der Premier League und wurde somit erstmals englischer Meister. Im FA Cup erhielt er den Vorzug und absolvierte bis zum Halbfinal-Aus 5 Spiele. Ebenso verhielt es sich im EFL Cup, zu dessen Gewinn der US-Amerikaner 5 Einsätze beisteuerte. Auch in der Saison 2021/22 wurde Steffen mit einem Einsatz englischer Meister. Er absolvierte wieder die Spiele in den Pokalwettbewerben und steuerte somit seinen Anteil zum Gewinn des EFL Cups bei.
Nachdem Manchester City mit Stefan Ortega Moreno einen neuen Ederson-Ersatz verpflichtet hatte, wechselte Steffen für die Saison 2022/23 auf Leihbasis zum Zweitligisten FC Middlesbrough.  Dort absolvierte er 42 von 46 Ligaspielen. Die Mannschaft erreichte auf dem 4. Platz die Aufstiegsrunde, dort scheiterte man jedoch im Halbfinale an Coventry City. Steffen kam dabei in beiden Spielen zum Einsatz.
Zur Saison 2023/24 kehrte er zu Manchester City zurück. Jedoch kam er hinter Ederson und Ortega Moreno zu keinen Einsätzen mehr.

### Rückkehr in die USA
Anfang Januar 2024 kehrte Steffen in die USA zurück und wechselte zu den Colorado Rapids. Er unterschrieb einen Vertrag bis zum 30. Juni 2026 mit der Option auf ein weiteres Jahr.

## Nationalmannschaftskarriere
Erste Erfahrungen in einer US-amerikanischen Nachwuchsnationalmannschaft sammelte Steffen bereits mit den US-amerikanischen U14-Junioren und kam in den nachfolgenden Jahren auch für die nächsthöheren Altersgruppen zum Einsatz. In den Jahren 2012 und 2013 kam er mitunter für die U18-Nationalelf der Vereinigten Staaten zum Einsatz, für die er es im Laufe von zwei Jahren zu neun Länderspielen brachte. Als hauptsächlich eingesetzter U18-Torhüter im Jahre 2012 nahm er unter anderem Lisbon International Tournament im Mai, am Trainingscamp in den Niederlanden im September bzw. im Trainingscamp im Home Depot Center im November teil, wo er unter anderem in beiden Freundschaftsspielen gegen die Alterskollegen aus Kanada von Beginn an im Tor der US-Amerikaner war. Im Jahre 2012 stand er erstmals im Aufgebot der US-amerikanische U20-Nationalmannschaft, als er als Ersatz für Kendall McIntosh in den Kader, der am Marbella Cup in Spanien teilnahm, geholt wurde. 2013 wurde er des Öfteren zu diversen Camps in die U20-Nationalelf einberufen, in der er jedoch zumeist nur als dritter Torhüter fungierte und nicht zum Einsatz kam. So unter anderem bei der CONCACAF-U20-Meisterschaft des Jahres 2013 und nach erfolgreicher Qualifikation bei der WM des 2013.
Im Jahre 2014 kam Steffen zu ersten Auftritten in der U20-Nationalmannschaft, für die er es in diesem Jahr auf vier Länderspiele brachte. 2015 agierte er bereits als Stammtorhüter des Teams und war bei 13 Länderspielen im Tor der US-Amerikaner. Dazu zählen fünf der sechs Spiele seines Heimatlandes bei der CONCACAF-U20-Meisterschaft 2015 auf Jamaika, bei der er seinem Heimatland mit einem dritten Platz zur Teilnahme an der nachfolgenden Weltmeisterschaft 2015 verhalf. Bei dieser WM war er Mitglied des 21-köpfigen US-amerikanischen Aufgebots, das unter Trainer Tab Ramos den zweiten Platz in der Gruppe A der Vorrunde erreichte und in der nachfolgenden Finalrunde nach einem 1:0-Achtelfinalsieg über Kolumbien im Viertelfinale im Elfmeterschießen gegen den späteren Weltmeister Serbien ausschied.
Ebenfalls 2015 absolvierte Steffen vier Länderspiele für die U23-Nationalmannschaft seines Heimatlandes, darunter zwei Partien anlässlich des Qualifikationsturniers der CONCACAF zum Fußballturnier der Olympischen Sommerspiele 2016. Als Drittplatzierter schafften die torgefährlichen US-Amerikaner knapp nicht die Teilnahme zu den Olympischen Spielen, zu denen nur der Erst- und Zweitplatzierte des Qualifikationsturniers teilnahmeberechtigt war. Bereits ein Jahr später erfolgte Steffens erstmalige Einberufung in die A-Nationalmannschaft der Vereinigten Staaten; für ein freundschaftliches Länderspiel gegen Puerto Rico stand Steffen unter Trainer Jürgen Klinsmann im 22-Mann-Kader, fand im Spiel jedoch keine Berücksichtigung. Danach dauerte es etwas mehr als eineinhalb Jahre, ehe Steffen ein weiteres Mal in die US-amerikanische Fußballnationalmannschaft berufen wurde. Beim 0:0-Remis im Freundschaftsspiel gegen Bosnien und Herzegowina ersetzte Steffen in der zweiten Halbzeit Bill Hamid und kam so zu seinem Debüt in der A-Nationalmannschaft seines Heimatlandes. Bereits im zweiten Länderspiel des Jahres 2018, einem 1:0-Sieg über Paraguay am 27. März, kam Steffen erstmals über die vollen 90 Minuten unter Dave Sarachan im Tor der US-Amerikaner zum Einsatz.

## Erfolge
Nationalmannschaft
- CONCACAF-Nations-League-Sieger: 2021

Verein
- UEFA-Super-Cup-Sieger: 2023 (ohne Einsatz)
- Englischer Meister: 2021, 2022
- Englischer Ligapokalsieger: 2021

Individuelle Auszeichnungen
- MLS Best XI: 2018
- Fußballer des Jahres in den Vereinigten Staaten: 2018